# Agrostis jamesoniana
Agrostis jamesoniana é uma espécie de gramínea do gênero Agrostis, pertencente à família Poaceae.